# Modalen
Modalen és un municipi situat al comtat de Vestland, Noruega. Té 381 habitants (2016) i la seva superfície és de 411,99 km². El centre administratiu del municipi és el poble de Mo.